# 上韮生村
上韮生村（かみにろうむら）は、高知県香美郡にあった村。現在の香美市の北東部、奥物部県立自然公園の周辺にあたる。

## 地理
- 河川：上韮生川、笹川
- 山岳：大倉山、神賀山、高板山、白髪山、口西山、井地山、勘定山、大磯の平

## 歴史
- 1889年（明治22年）4月1日 - 町村制の施行により、大西村・篠村・南池村・中上村・黒代村・神池村・安丸村・柳瀬村・楮佐古村・五王堂村・窪村の区域をもって発足。
- 1956年（昭和31年）9月30日 - 槙山村と合併して物部村が発足。同日上韮生村廃止。